# 黃丞儀

黃丞儀（1974年—），台灣法律學者，現職中央研究院法律學研究所研究員、台灣民間真相與和解促進會理事，曾任台灣民間真相與和解促進會理事長。早年就讀國立臺灣大學法律系和政治系，後來前往芝加哥大學取得法學碩士和博士。

## 社會參與
2015年11月，黃丞儀投稿《天下雜誌》旗下網站《獨立評論@天下》要求立法院應彈劾中華民國總統馬英九的文章被無故下架，引起各方面熱議。黃丞儀表示，馬英九任期將屆滿前卻要召開馬習會，躁進恣意的作為不僅違背民間對「看守總統」的期待，也已違反憲法程序；立法院有議決「國家重要事項」之權，行政院必須在行政院會議上將對此先行議決，絕非會議行程、日期都決定好了才去立法院報告，這將使「國會的參與決策權形同虛設」、立法院成為橡皮圖章，等於重演審查服貿協議的戲碼；過半數立法委員提議，經三分之二以上同意，即可聲請司法院大法官審理彈劾案；要爭取連任的立委，此時應充分反映民意，迅速提出彈劾案。原先封殺黃丞儀專欄文章的《獨立評論@天下》則被評為「媒體人自己不尊重言論自由，在未經作者同意的狀況下，就把專欄作者的文章下架，讓自己的媒體失去公信力」，一天內即已遭十多位作者退出抵制。
2016年2月20日，黃丞儀批評，民主進步黨版《總統職務交接條例草案》第9條規定，從總統選舉投票日開始「經總統當選人認定之爭議性政策、命令、預算等均應暫停執行」，同時不允許現任政府締結條約或與中華人民共和國簽署協定，創造出強大的權力讓總統當選人可以命令行政院各部會停止執行總統當選人不喜歡的政策、命令與預算，也讓總統當選人可以凍結條約與協定的締結過程，沒有任何機制可以制衡總統當選人的決定，明顯牴觸《中華民國憲法》而且極不負責任，「為了防止總統暴衝而提出的這部法律，一旦通過了，才是不折不扣的暴衝立法」。黃丞儀說，總統即便到任期的最後一天都還是總統，民進黨在本月19日立法院開議就提出這樣的違憲法案，證明民進黨意圖「把現任的總統（馬英九）掐死，不讓他做事」；而時代力量版《總統職務交接條例草案》仿照民進黨版，也有「重大政策暫停執行」的規定，還規定立法院可經立法院會議決議要求中央各行政機關立即暫停執行重大政策，使行政權在總統交接期間受到憲法所無之限制，使尚未宣誓就職的總統當選人與立法院取得非常時期的權力，使權力分立體制失去平衡，是扭曲立憲主義的精神，同樣違憲。
2016年11月24日，民進黨立法院黨團總召集人柯建銘及書記長劉世芳連續兩週以「時機不宜」與「此時通過太快了」為由，擋下時代力量立法院黨團所提案的將《促進轉型正義條例草案》排入立法院會議討論。同日，黃丞儀引用前國際刑事法院首席檢察官、前南非憲法法院大法官理查·葛斯東（Richard Goldstone）的言論「時間是轉型正義的敵人，不是朋友」，請民進黨不要只把轉型正義當成選舉語言。

## 著作

### 主編之專書(論文集)
- 黃丞儀，2023，《2017行政管制與行政爭訟》，共520頁，台北：中央研究院法律學研究所。

- 黃丞儀，2011，《2010行政管制與行政爭訟》，共656頁，台北：中央研究院法律學研究所。

### 專書(論文集)之一章
- 黃丞儀，2023，〈從國家安全角度談美國關鍵科技管制與總統行政的制度關聯〉，社團法人台灣法學會編，《台灣法學新課題（十八）》，頁1-30，台北：元照出版公司。

- 黃丞儀，2021，〈建構「以人為主體」的比較行政法〉，李建良編，《研之得法──中央研究院法律學研究所成立十週年文集》，頁475-502，台北：中央研究院法律學研究所。